# Ruta Estatal de Arizona 85
La Ruta Estatal de Arizona 85, y abreviada SR 85 (en inglés: Arizona State Route 85) es una carretera estatal estadounidense ubicada en el estado de Arizona. La carretera inicia en el Sur desde la Frontera mexicana en Lukeville hacia el Norte en la I 10     en Buckeye. La carretera tiene una longitud de 207,4 km (128.86 mi).

## Mantenimiento
Al igual que las autopistas interestatales, y las rutas federales y el resto de carreteras estatales, la Ruta Estatal de Arizona 85 es administrada y mantenida por el Departamento de Transporte de Arizona por sus siglas en inglés ADOT.

## Cruces
La Ruta Estatal de Arizona 85 es atravesada principalmente por la  I 8     en Gila Bend.